# 佩尔·亨里克·林格

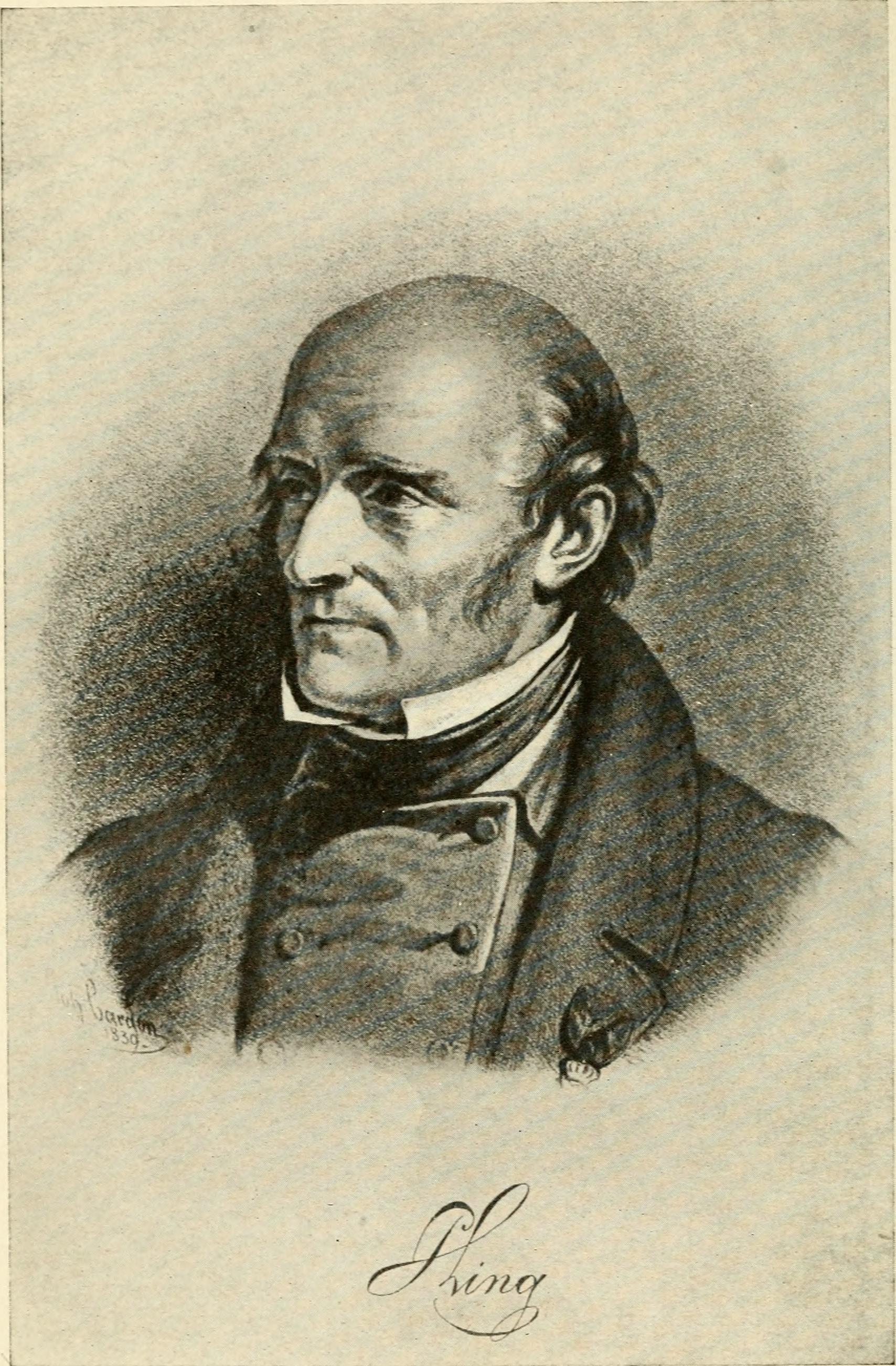
佩尔·亨里克·林格

佩尔·亨里克·林格（瑞典語：Pehr Henrik Ling，另一個拼法，1776年11月15日—1839年5月3日），生於瑞典永比市镇，體育教育家，瑞典體操（Swedish-gymnastics）與瑞典按摩（Swedish-massage）之父。瑞典體操又稱為林氏體操，與德國楊氏體操、英國戶外運動並稱為現代體育的三大基石。

## 生平
1793年，進入隆德大学學習神學。但之後轉學到乌普萨拉大学，在1797年畢業。
1835年，成為瑞典學院院士。
1836年，提出將刺槍術作為軍人體育之中，以突刺取代當時流行的砍劈。他的理論後來形成刺槍術操典，被編成軍用體操刺槍術教範。